# 金原正徳
金原 正徳（かねはら まさのり、1982年11月19日 - ）は、日本の元総合格闘家。2003年にプロデビューし、以降DEEP、ZST、修斗、PANCRASEなどに出場。2009年に戦極フェザー級グランプリで優勝し、初代戦極（SRC）フェザー級王座を獲得。2014年からUFC、2020年からRIZINに出場。リバーサルジム立川ALPHA代表。

## 来歴
東京都武蔵村山市出身。小・中学校は野球をやっていた。東京都立田無工業高等学校中退。近所の道場へ見学に行った事を機に格闘技を始める。
2003年9月15日にDEEPで総合格闘家としてプロデビュー。
2007年3月12日、HERO'S 2007 開幕戦 〜名古屋初上陸〜のオープニングファイトで徹肌ィ郎と対戦し、2-0の判定勝ち。
2008年10月23日、DEEP 38 IMPACTで大塚隆史と対戦し、1-2の判定負け。
2009年3月20日に戦極に初出場。戦極 〜第七陣〜のフェザー級（-65kg）グランプリ1回戦でキム・ジョンマンに3-0の判定勝ちを収めた。5月2日、戦極 〜第八陣〜のフェザー級グランプリ2回戦でジョン・チャンソンに3-0の判定勝ちを収めた。8月2日、戦極 〜第九陣〜のフェザー級グランプリ準決勝で日沖発に判定0-3で敗北するが、日沖の負傷によるドクターストップで決勝に進出。決勝では小見川道大に2-1の判定勝ちで優勝。初代戦極フェザー級王座に認定された。
2009年12月31日、Dynamite!! 〜勇気のチカラ2009〜のDREAM vs SRC 対抗戦で山本"KID"徳郁と対戦し、3-0の判定勝ち。
2010年6月20日に開催された「SRC13」で行われたSRC（旧「戦極」）フェザー級タイトルマッチで挑戦者マルロン・サンドロと対戦し、開始38秒右アッパーでKO負けで王座から陥落した。
2010年12月30日、戦極 Soul of Fightで行なわれたSRC VS DREAM 交流戦で前田吉朗と対戦し、TKO負け。
2011年7月7日、ロシアで開催されたFight Nights 65kg級タイトルマッチでラスール・ミルザエフと対戦し、TKO負け。
2012年4月8日、バンタム級転向初戦となったHEATでジェイク・ハッタンと対戦し、チョークスリーパーで一本勝ち。
2012年12月22日、DEEP HALEO IMPACTでトム・マッケンナにTKO勝ち。試合後、マイクを握ると客席にいた恋人にプロポーズをした。
2013年9月29日、PANCRASE 252のワールドスラム バンタム級1回戦でジョー・ピアソンと対戦し、左フックでKO勝ち。
2014年4月29日、DEEP 66 IMPACTで北田俊亮と対戦。金原がギロチンチョークを極められた状態で北田を場外に押し出したことで両者が場外に落ち、北田が後頭部を打って試合続行不可能となり、審判団が協議した結果、金原が故意に場外に落としたとして反則失格負け。

### UFC出場
2014年9月20日に開催された「UFC Fight Night: Hunt vs. Nelson」でUFCに初出場し、バンタム級ランキング10位のアレックス・カサレスと対戦し、3-0の判定勝ち。
2016年1月2日、UFC 195でバンタム級ランキング8位のマイケル・マクドナルドと対戦。2回に肩固めで一本勝ち寸前まで追い込んだが、リアネイキドチョークを極められて一本負け。試合後に、肩固めが極まる直前にマクドナルドが両方の足の指で金網を掴む反則行為があったとしてUFCと北米コミッションに抗議したが、「レフリーが反則を見落とした場合は、判定変更の理由にはならない」として訴えは退けられた。
2016年12月17日、DEEP CAGE IMPACT 2016 ～DEEP vs WSOF～にて、チャーリー・アランツと対戦。ボディへの蹴りをヒットさせて動きの止まったチャーリーの顔面に蹴りを入れてカットさせ、ドクターストップによるTKO勝ち。
2017年7月20日、初のキックボクシングの試合となるROAD TO KNOCK OUT.2で元新日本キックボクシングライト級王者の中尾満と対戦。序盤から的確に打撃をヒットさせ、最終5RにジャブとアッパーでぐらつかせラッシュをかけてTKO勝ち。インタビューの中で次戦で試合したい相手として当時RISEライト級王者でKNOCKOUTにも参戦していた不可思の名前を上げた。
2017年12月10日、キックボクシング2戦目のKING OF KNOCKOUT 2017にて不可思と対戦。序盤のラウンドではポイントを取りパンチで不可思の前歯を折るなど健闘するも5R判定負け。
2018年4月1日、DEEP八王子超人まつり！ 2018でジョンホット・チュワタナと対戦し、1Rに肩固めで一本勝ち。

### RIZIN
2020年2月22日に開催されたRIZIN.21でRIZINに初出場し、DEEPバンタム級王者のビクター・ヘンリーと対戦。1Rをグラウンドで優位に試合を進めるも、2Rに右フックを受けてダウンし、パウンドによるTKO負け。試合後の会見にて引退を表明した。
2021年2月に復帰を表明し、階級をフェザー級に転向。
2021年10月24日、RIZIN.31で芦田崇宏と対戦。2Rに右ストレートでダウンさせたところに肘とパウンドをまとめてTKO勝ち。
2022年4月16日、RIZIN TRIGGER 3rdで摩嶋一整と対戦し、3RにパウンドによるTKO勝ち。
2023年4月29日、RIZIN LANDMARK 5で山本空良と対戦し、スタンドでダウンを奪い、グラウンドでも圧倒して3-0の判定勝ち、勝利後のマイクパフォーマンスで「自分の強さの答え合わせをしたい」としてヴガール・ケラモフとの対戦を要求した。
2023年9月24日、RIZIN.44でクレベル・コイケと対戦。グラウンドで上を取り試合をコントロールして3-0の判定勝ち。
2024年4月29日に有明アリーナで開催されたRIZIN.46で行われたRIZINフェザー級タイトルマッチで鈴木千裕と対戦し、パウンドでTKO負け。
2025年7月27日にさいたまスーパーアリーナで行われた超RIZIN.4 真夏の喧嘩祭りでYA-MANと対戦し、パウンドでTKO負け。試合後に現役引退を表明した。

## 人物
山本KIDやジョン・チャンソンに唯一勝利した日本人選手。

## 戦績

### プロ総合格闘技
| 総合格闘技 戦績 | 総合格闘技 戦績 | 総合格闘技 戦績 | 総合格闘技 戦績 | 総合格闘技 戦績 | 総合格闘技 戦績 | 総合格闘技 戦績 |
| --------------- | --------------- | --------------- | --------------- | --------------- | --------------- | --------------- |
| 52 試合         | (T)KO           | 一本            | 判定            | その他          | 引き分け        | 無効試合        |
| 31 勝           | 10              | 11              | 9               | 0               | 5               | 0               |
| 16 敗           | 7               | 2               | 4               | 1               | 5               | 0               |

| 勝敗 | 対戦相手                           | 試合結果                               | 大会名                                                                 | 開催年月日     |
| ×    | YA-MAN                             | 3R 2:21 TKO（右アッパー→パウンド）     | 超RIZIN.4 真夏の喧嘩祭り                                               | 2025年7月27日  |
| ×    | 鈴木千裕                           | 1R 4:20 TKO（グラウンドパンチ）        | RIZIN.46 【RIZINフェザー級タイトルマッチ】                             | 2024年4月29日  |
| ○    | クレベル・コイケ                   | 5分3R終了 判定3-0                      | RIZIN.44                                                               | 2023年9月24日  |
| ○    | 山本空良                           | 5分3R終了 判定3-0                      | RIZIN LANDMARK 5                                                       | 2023年4月29日  |
| ○    | 摩嶋一整                           | 3R 3:37 TKO（グラウンドパンチ）        | RIZIN TRIGGER 3rd                                                      | 2022年4月16日  |
| ○    | 芦田崇宏                           | 2R 1:18 TKO（右ストレート→パウンド）   | RIZIN.31                                                               | 2021年10月24日 |
| ×    | ビクター・ヘンリー                 | 2R 0:45 TKO（右ストレート→パウンド）   | RIZIN.21                                                               | 2020年2月22日  |
| ○    | ジョムホット・チュワタナ           | 1R 1:55 肩固め                         | DEEP八王子超人祭り！ 2018                                              | 2018年4月1日   |
| ○    | チャーリー・アランツ               | 1R 0:30 TKO（ドクターストップ）        | DEEP CAGE IMPACT 2016 〜DEEP VS WSOF-GC〜                              | 2016年12月17日 |
| ×    | マイケル・マクドナルド             | 2R 2:09 リアネイキドチョーク           | UFC 195: Lawler vs. Condit                                             | 2016年1月2日   |
| ×    | ハニ・ヤヒーラ                     | 5分3R終了 判定1-2                      | UFC Fight Night: Mir vs. Duffee                                        | 2015年7月15日  |
| ○    | アレックス・カサレス               | 5分3R終了 判定3-0                      | UFC Fight Night: Hunt vs. Nelson                                       | 2014年9月20日  |
| ×    | 北田俊亮                           | 1R 1:37 反則負け                       | DEEP 66 IMPACT                                                         | 2014年4月29日  |
| ○    | ジョー・ピアソン                   | 1R 0:21 KO（左フック）                 | PANCRASE 252 【ワールドスラムトーナメント バンタム級 1回戦】           | 2013年9月29日  |
| ○    | ウエイド・チョーテ                 | 1R 4:14 肩固め                         | DEEP 62 IMPACT                                                         | 2013年4月26日  |
| ○    | トム・マッケンナ                   | 1R 2:45 TKO（左ボディブロー→パウンド） | DEEP HALEO IMPACT 〜三崎和雄引退セレモニー〜                           | 2012年12月22日 |
| ○    | トニー・レイズ                     | 1R 4:28 TKO（右フック→パウンド）       | DEEP TOKYO IMPACT 2012 in DIFFER ARIAKE                                | 2012年7月21日  |
| ○    | ジェイク・ハッタン                 | 1R 3:16 チョークスリーパー             | HEAT 22                                                                | 2012年4月8日   |
| ○    | ブレディー・ハリソン               | 3R 4:59 チョークスリーパー             | Xplode Fight Series: Hillside Havoc                                    | 2011年11月19日 |
| ×    | ラスル“ブラックタイガー”ミルザエフ | 1R 1:47 TKO（パウンド）                | Fight Nights: Battle of Moscow 4 【Fight Nights 65kg級タイトルマッチ】 | 2011年7月7日   |
| ○    | 宮路智之                           | 2R 0:09 TKO（左フック→パウンド）       | PANCRASE 2011 IMPRESSIVE TOUR                                          | 2011年6月5日   |
| ×    | 前田吉朗                           | 1R 1:27 TKO（スタンドパンチ連打）      | 戦極 Soul of Fight                                                     | 2010年12月30日 |
| ×    | マルロン・サンドロ                 | 1R 0:38 KO（右アッパー）               | SRC13 【SRCフェザー級チャンピオンシップ】                              | 2010年6月20日  |
| ○    | 山本"KID"徳郁                      | 5分3R終了 判定3-0                      | Dynamite!! 〜勇気のチカラ2009〜                                        | 2009年12月31日 |
| ○    | 小見川道大                         | 5分3R終了 判定2-1                      | 戦極 〜第九陣〜 【フェザー級グランプリ2009 決勝】                      | 2009年8月2日   |
| ×    | 日沖発                             | 5分3R終了 判定0-3                      | 戦極 〜第九陣〜 【フェザー級グランプリ2009 準決勝】                    | 2009年8月2日   |
| ○    | ジョン・チャンソン                 | 5分3R終了 判定3-0                      | 戦極 〜第八陣〜 【フェザー級グランプリ2009 2回戦】                     | 2009年5月2日   |
| ○    | キム・ジョンマン                   | 5分3R終了 判定3-0                      | 戦極 〜第七陣〜 【フェザー級グランプリ2009 1回戦】                     | 2009年3月20日  |
| ○    | アライケンジ                       | 1R 3:14 KO（右ストレート）             | PANCRASE 2009 CHANGING TOUR                                            | 2009年2月1日   |
| ×    | 大塚隆史                           | 5分2R終了 判定1-2                      | DEEP 38 IMPACT                                                         | 2008年10月23日 |
| ○    | 杉内勇                             | 1R 0:47 KO（スタンドパンチ連打）       | ZST BATTLE HAZARD 03                                                   | 2008年8月24日  |
| ×    | エリカス・ペトライティス           | 5分2R終了 判定0-3                      | Shooto Lithuania: Bushido 2008                                         | 2008年3月16日  |
| ○    | 清水俊一                           | 2R 0:42 腕ひしぎ十字固め               | ZST.16                                                                 | 2008年2月24日  |
| △    | 小谷直之                           | 5分2R終了 時間切れ                     | ZST.15 〜旗揚げ5周年記念大会〜                                         | 2007年11月23日 |
| ○    | 鳥山洋一郎                         | 1R 3:45 チョークスリーパー             | ZST.14                                                                 | 2007年10月7日  |
| ×    | 西内太志朗                         | 1R 3:59 KO（左ストレート）             | ZST.13                                                                 | 2007年6月10日  |
| ○    | アルーナス・ユルゲルナス           | 1R 1:47 スピニングチョーク             | Shooto Estonia: Bushido                                                | 2007年4月14日  |
| ○    | 徹肌ィ郎                           | 5分2R終了 判定2-0                      | HERO'S 2007 開幕戦 〜名古屋初上陸〜                                    | 2007年3月12日  |
| ○    | 佐東伸哉                           | 1R 0:56 腕ひしぎ十字固め               | ZST.12                                                                 | 2007年2月12日  |
| ○    | 樋村太郎                           | 1R 2:20 腕ひしぎ十字固め               | ZST SWAT! 08 【ジェネシスリーグ ライト級】                             | 2006年12月17日 |
| ○    | 伊藤健一                           | 2R 1:00 KO（膝蹴り）                   | ZST SWAT! 07 【ジェネシスリーグ ライト級】                             | 2006年10月1日  |
| △    | 太田裕之                           | 5分2R終了 時間切れ                     | ZST SWAT! 06 【ジェネシスリーグ ライト級】                             | 2006年8月27日  |
| ○    | 樋山久                             | 1R 0:56 腕ひしぎ十字固め               | ZST SWAT! 05 【ジェネシスリーグ ライト級】                             | 2006年6月4日   |
| ○    | 斉藤利之                           | 1R 1:37 TKO（膝蹴り）                  | ZST SWAT! 04 〜ジェネシスリーグ開幕戦〜 【ジェネシスリーグ ライト級】  | 2006年4月23日  |
| ×    | 佐東伸哉                           | 2R 2:47 チキンウィングアームロック     | ZST.8                                                                  | 2005年11月23日 |
| △    | 磯崎則理                           | 5分2R終了 時間切れ                     | ZST BATTLE HAZARD 02                                                   | 2005年9月10日  |
| △    | 太田裕之                           | 5分2R終了 時間切れ                     | ZST SWAT! 02                                                           | 2005年7月24日  |
| △    | 奥出雅之                           | 5分2R終了 時間切れ                     | ZST SWAT! 01                                                           | 2005年4月17日  |

### アマチュア総合格闘技
| 勝敗 | 対戦相手                         | 試合結果                   | 大会名                                                                             | 開催年月日    |
| ×    | クリストファー・ヴァンダービルト | 1R 0:37 フロントチョーク   | STE ZET フェザー級シリーズ                                                         | 2005年3月9日  |
| ○    | 井田悟                           | 5分1R終了 判定3-0          | ZST-GP2 ファイナルステージ 【ジェネシス・フェザー級トーナメント リザーバーマッチ】 | 2005年1月23日 |
| ×    | 奥出雅之                         | 1R 4:22 腕ひしぎ十字固め   | ZST-GP2 オープニングステージ 【ジェネシス・フェザー級トーナメント 1回戦】          | 2004年11月3日 |
| ○    | 高屋祐規                         | 1R 2:35 腕ひしぎ十字固め   | ZST.6                                                                              | 2004年9月12日 |
| ×    | 杉内勇                           | 2R 1:44 チョークスリーパー | DEEP 12th IMPACT in OHTAKU                                                         | 2003年9月15日 |

### プロキックボクシング
| キックボクシング 戦績 | キックボクシング 戦績 | キックボクシング 戦績 | キックボクシング 戦績 | キックボクシング 戦績 | キックボクシング 戦績 | キックボクシング 戦績 |
| --------------------- | --------------------- | --------------------- | --------------------- | --------------------- | --------------------- | --------------------- |
| 2 試合                | (T)KO                 | 判定                  | その他                | 引き分け              | 無効試合              |                       |
| 1 勝                  | 1                     | 0                     | 0                     | 0                     | 0                     |                       |
| 1 敗                  | 0                     | 1                     | 0                     | 0                     | 0                     |                       |

| 勝敗 | 対戦相手 | 試合結果                          | 大会名                         | 開催年月日     |
| ×    | 不可思   | 5R終了 判定0-3                    | KING OF KNOCK OUT 2017 in 両国 | 2017年12月10日 |
| ○    | 中尾満   | 5R 1:01 TKO（レフェリーストップ） | Road To KNOCK OUT.2            | 2017年7月20日  |

### グラップリング
| 勝敗 | 対戦相手                               | 試合結果                    | 大会名                                    | 開催年月日     |
| △    | 中村大介&太田忍 （パートナー：所英男） | 10分1R終了 時間切れ         | RIZIN LANDMARK vol.3                      | 2022年5月5日   |
| △    | 岩崎正寛                               | 8分1R終了 時間切れ          | QUINTET FIGHT NIGHT 5 in TOKYO            | 2020年10月27日 |
| △    | 世羅智茂                               | 8分一本勝負終了             | QUINTET FIGHT NIGHT in TOKYO              | 2018年6月9日   |
| ×    | 中村大介                               | 1R 2:33 腕ひしぎ十字固め    | QUINTET FIGHT NIGHT in TOKYO              | 2018年6月9日   |
| ○    | ビクター・ヘンリー                     | 1R 7:11 アキレス腱固め      | QUINTET FIGHT NIGHT in TOKYO              | 2018年6月9日   |
| ○    | 吾妻エメルソン                         | 2R 4:47 アキレス腱固め      | ZST.25 〜小谷直之デビュー10周年記念大会〜 | 2010年9月26日  |
| ○    | 広瀬貴之                               | 4分2R+2分1R終了 ポイント7-5 | DEEP X 03                                 | 2008年7月5日   |
| ○    | 奥出雅之                               | 1R 3:18 アームロック        | ZST SWAT!-GX 1                            | 2007年8月12日  |

### エキシビション
| 勝敗 | 対戦相手             | 試合結果           | 大会名                | 開催年月日    |
| △    | 咲間”不良先輩”ヒロト | 3分1R終了 時間切れ | Fighting NEXUS vol.30 | 2023年2月26日 |

## 獲得タイトル
- 第4回髙田道場サブミッションレスリングトーナメント 75kg級 優勝（2004年）
- 戦極フェザー級グランプリ2009 優勝（2009年）
- 初代SRCフェザー級王座（2009年）

## 表彰
- 戦極 ベストバウト賞（1回）

### 試合映像
1. ↑  『【試合映像】ビクター・ヘンリー vs. 金原正徳 / Victor Henry vs. Masanori Kanehara - RIZIN.21』RIZIN公式YouTubeチャンネル、2020年。
2. ↑  『【試合映像】金原正徳 vs. 芦田崇宏 / Masanori Kanehara vs. Takahiro Ashida - RIZIN.31』RIZIN公式YouTubeチャンネル、2021年。
3. ↑  『【試合映像】クレベル・コイケ vs. 金原正徳 / Kleber Koike vs. Masanori Kanehara - RIZIN.44』RIZIN公式YouTubeチャンネル、2023年。
4. ↑  『【試合映像】鈴木千裕 vs. 金原正徳 （実況解説付き）/ Masanori Kanehara vs. Chihiro Suzuki - Yogibo presents RIZIN.46』RIZIN公式YouTubeチャンネル、2024年。

### 補足映像
1. ↑  『【番組】RIZIN CONFESSIONS #84（※番組内で試合映像＆金原正徳と芦田崇宏による試合振り返りドキュメンタリー番組）』RIZIN公式YouTubeチャンネル、2021年。
2. ↑  『【番組】RIZIN CONFESSIONS #97（※番組内で試合映像。摩島一整と金原正徳による試合振り返りドキュメンタリー番組）』RIZIN公式YouTubeチャンネル、2022年。
3. ↑  『【番組】RIZIN CONFESSIONS #123（※番組内で試合映像＆金原正徳と山本空良による試合振り返りドキュメンタリー番組）』RIZIN公式YouTubeチャンネル、2023年。
4. ↑  『【番組】RIZIN CONFESSIONS #133（※番組内で試合映像＆金原正徳とクレベル・コイケによる試合振り返りドキュメンタリー番組）』RIZIN公式YouTubeチャンネル、2023年。
5. ↑  『【番組】RIZIN CONFESSIONS #150（※番組内で試合映像＆金原正徳と鈴木千裕による試合振り返りドキュメンタリー番組）』RIZIN公式YouTubeチャンネル、2024年。

### 映像資料
1. ↑  『RIZIN.21 金原正徳 試合後インタビュー』RIZIN公式YouTubeチャンネル、2020年。